# Pivovar Gwern
Pivovar Gwern je malý soukromý pivovar v obci Nupaky v okrese Praha-východ kousek od Průhonic.

## Historie
Pivovar založila rodina na podzim 2014. Za názvem pivovaru stojí úprava keltské výrazu pro Olši (velmi žíznivý strom) důvod je že na našem území v Čechách první vařily pivo už staří Keltové, kterým je přiřazován vynález pivního sudu.

## Produkty pivovaru
Většinu jsou piva světlá a spodně kvašená
- Gwernská 10° světlá
- Gwern Porter 11°
- Gwern pšeničný Gwern 11°
- Gwern Melon Ale 11°
- Gwernská 12° světlá
- Gwern 12°
- Gwern Brabantský Ale 12°
- Gwern Stout 13°
- Blond Ale 13°
- Gwern Žiznivý citrusák 13°
- Speciály pivovaru
- Piva na přání

## Prodej
- Výčep
- Sudy
- Do PET lahví jak přinesených, tak i Gwernských.
- Do skleněných lahví.